# Českomoravské doly

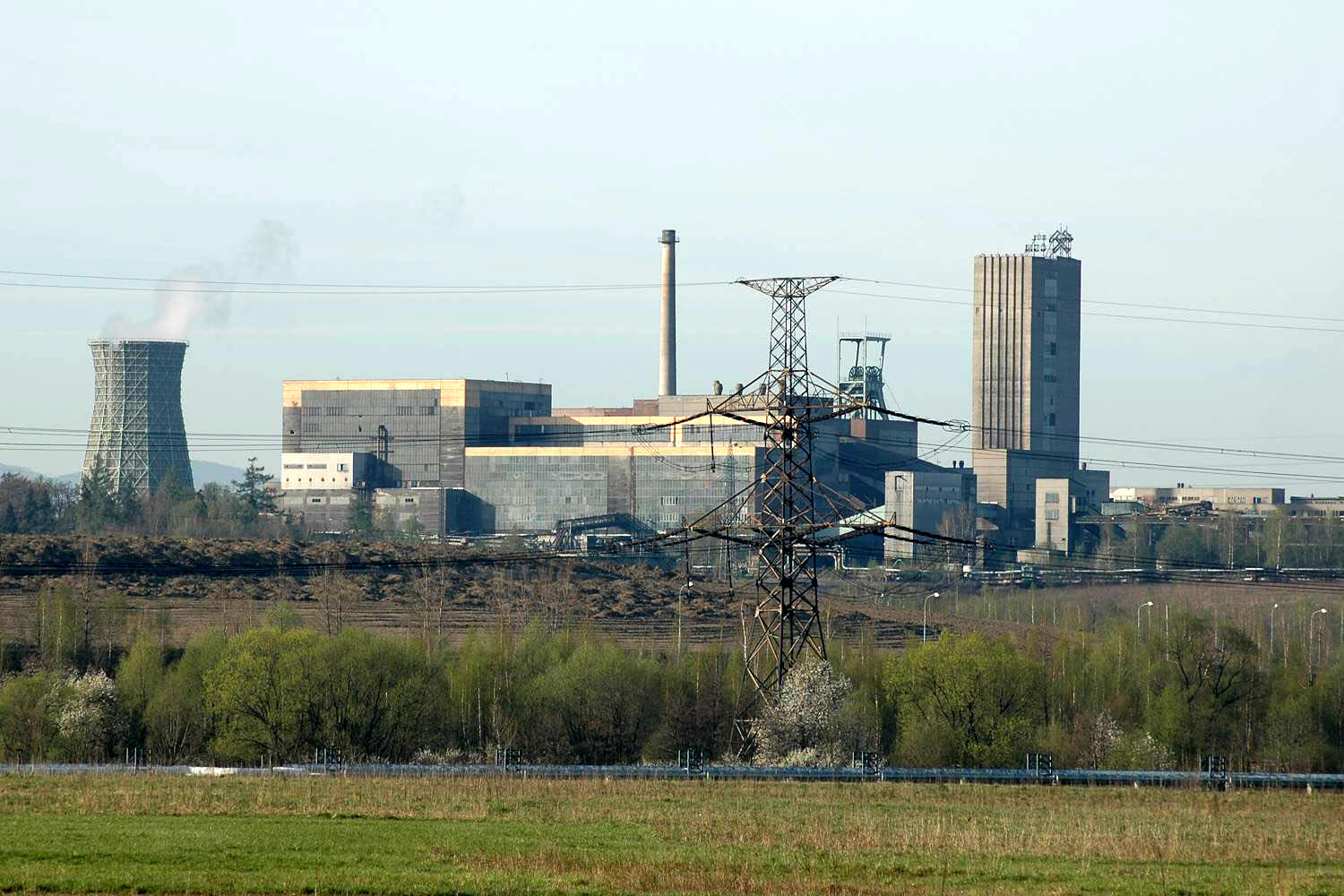
Základem podnikání ČMD byla těžba uhlí v Dole ČSM

Českomoravské doly, a.s. (ČMD) byly českou společností, která se zabývala těžbou černého uhlí v Kladenském a Ostravsko-karvinském revíru. Společnost byla založena 24. února 1993, v letech 2002 až 2005 působila pod názvem Českomoravské doly, a.s., člen koncernu KARBON INVEST, a.s. a několik měsíců v roce 2005 pak ještě nesla název ČMD, a. s. Do roku 2003 bylo sídlem společnosti Kladno, poté až do zániku Stonava.

## Historie
Společnost založil Fond národního majetku České republiky a na základě privatizačního projektu do ní vložil Důl ČSM ve Stonavě a státní podniky Důl Kladno v Libušíně a Důl Tuchlovice. V dolech na Kladensku společnost ukončila těžbu v roce 2002, poté pokračovala těžba jen v dole ČSM.
Českomoravské doly patřily do skupiny Karbon Invest podnikatelů Viktora Koláčka a Petra Otavy, jejíž součástí se později stala i těžební společnost OKD. Právě sloučením s touto firmou zanikly Českomoravské doly bez likvidace k 30. listopadu 2005.